# Przepiór zmienny
Przepiór zmienny (Colinus cristatus) – gatunek średniej wielkości ptaka z rodziny przepiórowatych (Odontophoridae). Występuje w Ameryce Centralnej, w północnej części Ameryki Południowej oraz na niektórych wyspach Małych Antyli. Nie jest zagrożony wyginięciem.

## Systematyka
Obecnie wyróżnia się 13 podgatunków C. cristatus:
- C. c. mariae Wetmore, 1962 – południowo-zachodnia Kostaryka, Chiriquí (zachodnia Panama).
- C. c. panamensis Dickey & van Rossem, 1930 – południowo-zachodnia Panama.
- C. c. decoratus (Todd, 1917) – północna Kolumbia.
- C. c. littoralis (Todd, 1917) – pogórza Santa Marty.
- C. c. cristatus (Linnaeus, 1766) – północno-wschodnia Kolumbia, północno-zachodnia Wenezuela; także wyspy Aruba i Curaçao, gdzie prawdopodobnie został introdukowany[6][7].
- C. c. horvathi (Madarász, 1904) – góry Mérida (północno-zachodnia Wenezuela).
- C. c. barnesi Gilliard, 1940 – zachodnio-środkowa Wenezuela.
- C. c. sonnini (Temminck, 1815) – północno-środkowa Wenezuela, Gujana Francuska, Gujana, Surinam, północna Brazylia.
- C. c. mocquerysi (Hartert, 1894) – północno-wschodnia Wenezuela.
- C. c. leucotis (Gould, 1844) – dolina rzeki Magdalena (północno-środkowa Kolumbia).
- C. c. badius Conover, 1938 – zachodnio-środkowa Kolumbia.
- C. c. bogotensis Dugand, 1943 – północno-środkowa Kolumbia.
- C. c. parvicristatus (Gould, 1843) – wschodnio-środkowa Kolumbia, południowo-środkowa Wenezuela.

W starszych ujęciach systematycznych do C. cristatus często zaliczano też kilka podgatunków z Ameryki Centralnej wydzielanych obecnie do osobnego gatunku o nazwie Colinus leucopogon (przepiór plamisty). Decyzja o rozdzieleniu tych gatunków została w 2024 roku zaakceptowana przez North American Classification Committee (NACC).

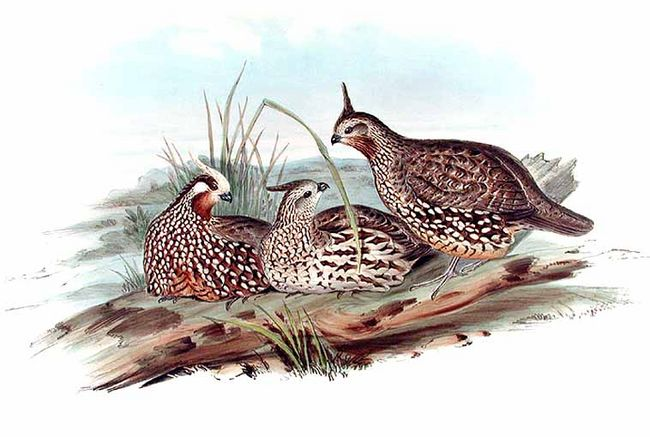
Przepióry zmienne na XIX-wiecznej rycinie

## Morfologia i ekologia
Długość ciała 20–23 cm. U samca czub jasnopłowy, ciemię i brew ciemniejsze. Wierzch ciała ciemnobrązowo i czarno delikatnie prążkowany. Spód gęsto biało plamkowany. Samica bardziej matowa. Zwykle spotykany w parach lub stadkach. Zaalarmowany ucieka pieszo lub odlatuje na niewielką odległość i kryje się w gąszczu. Nierzadko spotykany na poboczach dróg.

## Zasięg, środowisko
Ameryka Środkowa i Południowa do północnej Brazylii. Dość pospolity na nizinnych suchych terenach.

## Status
IUCN uznaje przepióra zmiennego za gatunek najmniejszej troski (LC – Least Concern). Liczebność populacji prawdopodobnie przekracza 5 milionów dorosłych osobników. Trend liczebności populacji oceniany był w 2019 roku jako stabilny.